# Getty Images
Getty Images — американское фотоагентство, владеет одним из крупнейших в мире банком изображений: более 200 млн фотографий. Изображения предоставляются клиентам на основе как платного (Rights Managed), так и бесплатного (Royalty Free) лицензирования. В начале марта 2014 Getty Images объявило о предоставлении большей части своих изображений в свободное пользование.

## История
В 1995 году внук богатейшего человека мира в 1957—1976 годах Пола Гетти, Марк Гетти и главный исполнительный директор Джонатан Кляйн основали компанию Getty Investments LLC в Лондоне. Марк Гетти является председателем правления компании. В сентябре 1997 года Getty Communications объединилась с PhotoDisc, Inc., чтобы сформировать Getty Images. Два года спустя компания переехала в Сиэтл и стала развиваться в США. В 2006 году в ней работали уже 2000 сотрудников. В апреле 2003 года Getty Images заключила партнёрство с Agence France-Presse для продвижения друг друга.
В феврале 2007 года Getty Images приобрела архив Майкла Окса . Архив Майкла Окса был назван газетой The New York Times главным источником музыкальной фотографии в мире.
С 2008 года владельцем Getty Images являлся инвестиционный фонд Hellman & Friedman. В августе 2012 года было объявлено о том, что нынешние владельцы договорились о продаже контрольного пакета фотобанка инвестиционному фонду Carlyle Group за $3,3 млрд (при этом председатель совета директоров фотобанка Марк Гетти, семья Гетти и исполнительный директор Джонатан Кляйн должны будут получить небольшие доли в компании).
В 2011 году компания переехала в свою нынешнюю штаб-квартиру в офисном комплексе Union Station в международном районе Сиэтла.
В 2015 году Джонатан Кляйн стал председателем правления компании, а Дон Эйри была нанята на должность главного исполнительного директора Getty Images. Эйри оставалась на посту до 31 декабря 2018 года.

## Деятельность
По данным на 2003 год Getty Images вело операции в 50 странах, годовой оборот — $462 млн.
Getty Images c 2001 года представлена в России и СНГ компанией Fotobank.
В апреле 2015 года Getty Images прекратило сотрудничество с компанией Fotobank и открыло собственный офис в Москве.

## Свободный доступ
В марте 2014 компания объявила о передаче 35 млн своих изображений (из более чем 70 млн.) в свободный доступ для некоммерческого использования. Изображения могут загружаться через сетевое приложение Embed, действующее по тому же принципу, что YouTube и Flickr.